# Friedrich Schlemm

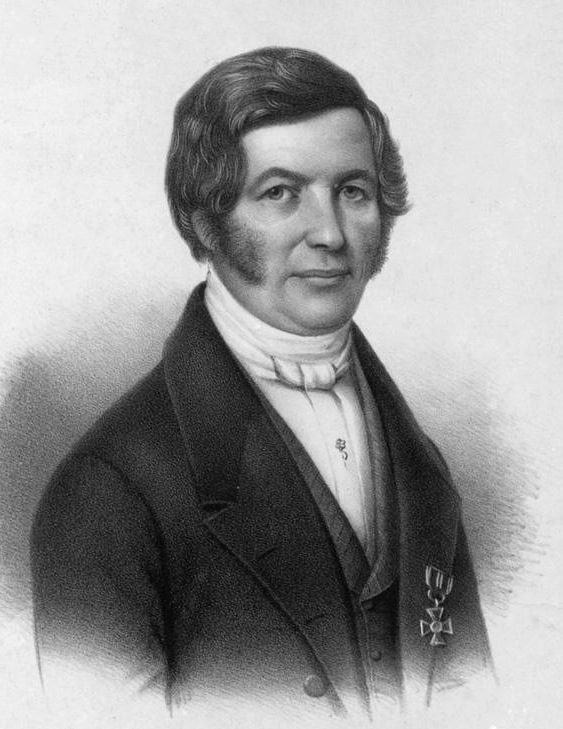
Friedrich Schlemm

Friedrich Schlemm (* 11. Dezember 1795 in Gitter am Berge bei Salzgitter; † 27. Mai 1858 in Berlin) war ein deutscher Anatom und Chirurgiedozent.

## Leben
Friedrich Schlemm begann sein Medizinstudium 1813 in Braunschweig am anatomisch-chirurgischen Institut und setzte es 1817 in Berlin fort. 1821 erwarb er den Doktortitel, 1823 habilitierte er sich und wurde Prosektor an der Universität Berlin. 1829 wurde er außerordentlicher, 1833 ordentlicher Professor für Anatomie und als solcher als zweiter Professor der Anatomie neben Johannes Müller lehrend. Später wurde er zum Geheimen Medizinalrat ernannt.
Schlemm hielt erfolgreich chirurgische Operationskurse ab und wurde als Anatom vor allem durch seine Sektion von Leichen und die Fertigung von wissenschaftlichen Anschauungspräparaten in Spiritus bzw. Alkohol, von denen heute noch einige in der Berliner Humboldt-Universität erhalten sind, bekannt. Er war Mitglied der Berliner Freimaurerloge Zum Pilgrim.
Er entdeckte den nach ihm benannten Schlemm-Kanal, den Abflussweg des Kammerwassers des Auges.